# Giuseppina Vannini
Guiditta Vannini (Roma, 7 de julio de 1859 - Ibidem 23 de febrero de 1911) conocida como Giuseppina Vannini o Josefina Vannini fue una religiosa italiana, venerada como santa por la Iglesia Católica. Fundó la Orden de las Hermanas de San Camilo (F.S.C.).
Fue beatificada por el Papa Juan Pablo II el 16 de octubre de 1994, y canonizada por el Papa Francisco el 13 de octubre de 2019.

## Biografía
Judit Adelaida Ágata Vannini nació el 7 de julio de 1859, en Roma, durante la vigencia de los Estados Pontificios. Sus padres fueron Angelo Vannini y Annunziata Papi. Quedó huérfana a los 7 años y a raíz de esto, ingresó al convento Conservatorio de la Calle de San Onofre de la orden de las vicentinas.

### Vida religiosa
Una vez tuvo la edad solicitó ingresar a la orden pero se le impidió hacerlo por su fragilidad física.
Falleció el 23 de febrero de 1911 en Roma, de causas naturales.

### Canonización
Su proceso de canonización inició en los años 50 con el Papa Pío XII. Fue declarada venerable el 7 de marzo de 1992 y luego beatificada el 16 de octubre de 1994, ambas declaraciones hechas por el Papa Juan Pablo II. Finalmente fue canonizada el 13 de octubre de 2019, por el Papa Francisco en ceremonia realizada en la Plaza de San Pedro, junto al cardenal británico John Henry Newman y otras tres religiosas.
Su fiesta se celebra el 23 de febrero.